# Koninklijke Harmonie "Vermaak na Arbeid", Tielt
De Koninklijke Harmonie "Vermaak na Arbeid", Tielt is een harmonieorkest uit Tielt, dat opgericht werd in 1926.

## Geschiedenis
De harmonie ontstond in 1926 uit een dringende behoefte om in de schoot van de Christelijke Arbeidersbeweging over een eigen muziekvereniging te beschikken. In het begin werden er dan ook vooral christelijke vieringen opgeluisterd. Tien jaar later was er al een bezetting van veertig muzikanten. Tijdens de Tweede Wereldoorlog viel alle activiteit natuurlijk weer stil.
Na de oorlog werd er snel heropgestart. Al in de jaren vanaf 1950 nam het harmonieorkest het eerst deel aan tornooien en festivals. De Europafeesten in Tielt werden vanaf 1959 een vast agendapunt in het verenigingsleven. In 1966 mocht de harmonie de titel Koninklijk aan haar naam toevoegen. Een jaar later kwam er een majorettekorps. Nadat de beroepsdirigent Gery Bruneel in 1966 gewonnen werd, ging het muzikale niveau naar boven. In het jaar 1976 werd het gouden jubileum tijdens een toernooi onder leiding van de dirigent Julien Stofferis bekroond met een promotie naar de afdeling uitmuntendheid. Er volgden ook contacten met het buitenland.
In 1995 werd er een jeugdorkest The Young Ones opgericht. In 1998 werd de harmonie onder leiding van Bernard Buyse in de afdeling uitmuntendheid bevestigd. Ter gelegenheid van de 75-jaar viering werd er een gedocumenteerde kroniek met aandacht voor alle aspecten van het muziekkorps gepubliceerd.

## Dirigenten
- 1926-???? Albert D'Haveloose
- 1966 - ???? Gery Bruneel
- ???? - ???? Julien Stofferis
- ???? - ???? Bernard Buyse
- ???? - Willy Verhelle